# Sanctuary (Aly & AJ)
Sanctuary è il secondo EP di Aly & AJ pubblicato il 10 maggio 2019.

## Tracce
1. Church – 3:15 (testo: Aly Michalka, AJ Michalka, Yves Rothman, Mick Coogan, Josh Wei)
2. Don't Go Changing – 3:08 (testo: Michalka, Michalka, Ryan Spraker, Nick Dungo, Rainsford)
3. Star Maps – 3:02 (testo: Michalka, Michalka, Rothman, Jeremiah Raisen)
4. Not Ready to Wake Up – 3:17 (testo: Michalka, Michalka, Rothman, Raisen, Coogan)
5. Sanctuary – 4:12 (testo: Michalka, Michalka, Spraker, Tom Peyton, Totem)